# Aviões do Forró
Aviões do Forró est un groupe brésilien de forró eletrônico, originaire de Fortaleza, dans le Ceará, actif entre 2002 et 2018. Les anciens chanteurs principaux Xand Avião et Solange Almeida se produisent actuellement en solo à travers le Brésil.
Selon Pro-Música Brasil, le groupe est certifié quintuple disques d'or et une fois disque de platine. 

## Histoire

### Débuts (2002–2009)
Le groupe Aviões do Forró est formé en août 2002 par les hommes d'affaires Zeca Aristides (Zequinha), Isaías Duarte (Isaías CDs), Carlos Aristides et Cláudio Melo (qui a ensuite formé A3 Entretenimento). Les producteurs d'Aviões sélectionnent des chansons universelles afin de satisfaire tous les goûts, allant du rythme dansant du vanerão du groupe Brasas do Forró (bien qu'ils aient légèrement ralenti le rythme), au forró pé de serra, et même au forró romantico de groupes comme Calcinha Preta.
En septembre 2002, Aviões est enfin formé. Le groupe commence à donner des concerts dans tout le Brésil et sort son premier album, qui se vend à environ 200 000 exemplaires. Deux ans plus tard, en 2004, ils sortent leur deuxième album. Le slogan du nouvel album est créé comme un jeu de mots pour le différencier du groupe Gaviões do Forró. L'année 2009 est une année charnière pour Aviões. Pour la première fois, le groupe a son propre bloco au carnaval de Salvador : Aviões Elétrico. C'est aussi l'année de la première tournée internationale du groupe, qui se rend dans plusieurs villes du Brésil. 2002 est aussi l'année de la première tournée internationale du groupe, qui passe par plusieurs villes des États-Unis, et de la sortie de leur sixième album dans tout le Brésil.

### Signature avec Som Livre et sorties (2010–2015)

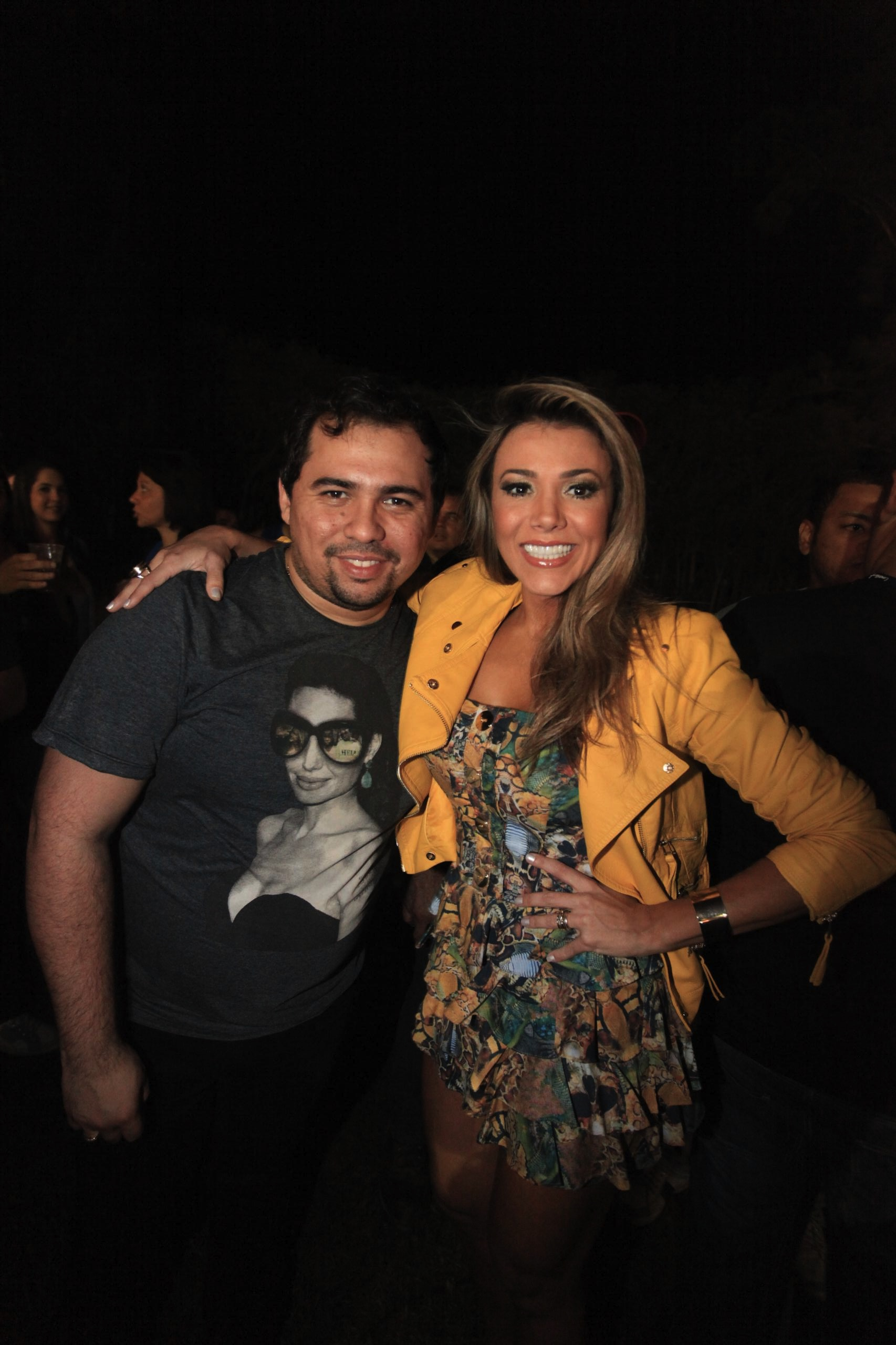
Aviões do Forró, au Big Brother Brasil 12 en 2012.

L'année 2010 est une autre grande année pour le groupe. Outre la sortie du septième album et du deuxième DVD, enregistré au Parque de Exposições de Salvador, avec des apparitions d'Ivete Sangalo et de Dorgival Dantas et publié par Som Livre. En 2011, le groupe entame sa deuxième tournée internationale, cette fois en Europe, avec des concerts en Suisse, aux Pays-Bas et au Portugal. La même année, le morceau Ovo de Codorna, interprété par Xand Avião et écrite par Luiz Gonzaga, est diffusée dans le feuilleton Morde e Assopra de Rede Globo. En outre, le groupe présente un concert lors de Big Brother Brasil 11, et reçoit son premier disque d'or à la fin de la même année. En 2012, le groupe sort son CD et son DVD du 10e anniversaire, enregistrés sur le parking de Forró no Sítio à Fortaleza, Ceará, devant plus de 30 000 spectateurs, avec des apparitions de Dorgival Dantas et de César Menotti e Fabiano, le troisième DVD du groupe est enregistré par Som Livre. C'est également cette année-là que le morceau Correndo Atrás de Mim diffusée dans le feuilleton Avenida Brasil de Rede Globo. Les chanteurs et le groupe remportent également le disque de platine pour leur CD/DVD Ao Vivo em Salvador, enregistré en 2010.
En 2013, Aviões est honoré au Marquês de Sapucaí par Grande Rio. La même année, le groupe lance l'événement Aviões Sunset pour célébrer le 11e anniversaire du groupe à Fortaleza, Ceará. Fin 2014, pour célébrer leurs 12 ans d'histoire, les Aviões do Forró effectuent un concert au Forró do Sítio, à Fortaleza, avec des apparitions de Tânia Mara et Dorgival Dantas. Lors du spectacle, qui a été diffusé sur Multishow, le groupe a chanté en direct pendant plus de trois heures. Toujours en 2014, le groupe effectue une nouvelle tournée européenne, qui passe désormais par le Portugal, les Pays-Bas, la Suisse et la Belgique.
Solange Almeida et Xand Avião enregistrent un autre DVD, cette fois au Beach Park de Fortaleza : Aviões Pool Party, en juin 2015. Le projet bénéficie de la participation des fans, de la direction générale de Dudu Borges et est publié par Som Livre. Toujours en 2015, le tube Safadim devient la bande originale du feuilleton A Regra do Jogo. C'est en 2015 que le groupe remporte le prix Danado de Bom pour son tube São João et entre pour la première fois dans le Billboard Top 100.

### Aviões Fantasyet séparation (2016–2018)
En 2016, le groupe lance sa propre « arraiá », avec plus de 12 heures de fête et d'attractions lourdes à Salvador. Solange Almeida et Xand sont montés sur scène après minuit et ont fait vibrer la foule au Wet'n Wild avec environ deux heures de concert et de nombreuses animations. Dans leur répertoire, le plus grand groupe de forró du pays présente de nouveaux tubes et se remémore ses succès passés. Bell Marques, Dorgival Dantas, Henrique e Diego, Vingadora et Daniel Oliveira participent également à l'événement. Au milieu du spectacle, « Xand » et « Sol » bénéficient d'une apparition spéciale du chanteur du groupe Filhos de Jorge et de l'un des principaux auteurs-compositeurs de la nouvelle génération, Filipe Escandurras. Le partenariat sur scène a donné au public une reprise exclusive du single de Filhos de Jorge Vai que Cola Melanina et du tube d'Escandurras et Tierry avec Aviões, Fetiche (Eu, Ela e a Amiga dela), une chanson qui est élue par Fantástico (TV Globo) comme le tube de l'été. 
2016 est également l'année d'une autre grande tournée internationale au cours de laquelle le groupe se produit en Suisse, en Allemagne et en Angleterre. Le 8 octobre 2016, le groupe donne le premier Aviões Fantasy,, au Marina Park de Fortaleza. Le concert célèbre le 14e anniversaire du groupe. L'émission Me Leva, Brasil ! de Fantástico couvre l'événement. Le 18 octobre 2016, la police fédérale, dans le cadre d'une action conjointe avec le service fédéral des impôts, lance une opération contre la fraude à l'impôt sur le revenu et le blanchiment d'argent qui auraient été commis par des entrepreneurs du secteur du divertissement, responsables de la gestion de groupes de forró et de salles de concert dans l'État du Ceará. L'opération, baptisée For All, vise le groupe A3 Entretenimento, qui gère notamment le groupe Aviões do Forró. En décembre 2016, Solange Almeida annonce son départ du groupe Aviões do Forró. Le 28 février 2017, après un marathon de concerts, Solange Almeida quitte le groupe lors d'un concert dans la ville de Luís Correia-PI.
Avec le départ de Solange, le groupe fait peau neuve, avec l'arrivée de nouveaux musiciens et la création d'un répertoire différent de celui joué lors des concerts,, Ce nouveau répertoire, appelé No Comando, devient un album promotionnel, sorti le 30 janvier, et obtient plus de 2 millions de téléchargements. En mars 2017, Aviões do Forró donne son premier concert officiel avec le nouveau line-up. Toujours en 2017, le groupe sort son nouvel album intitulé Voando Alto, pour marquer cette nouvelle phase. 
Le groupe cesse ses activités en 2018, mais Xand Avião continue avec les membres du groupe, aux côtés du Trio Black Voice et de neuf autres musiciens. L'ancien nom Aviões do Forró est abandonné et le groupe se produit actuellement avec Xand dans une carrière solo.

## Discographie

### Albums studio
- 2003 : Volume 1
- 2004 : Volume 2
- 2005 : Volume 3
- 2006 : Volume 4
- 2007 : Volume 5
- 2008 : Volume 6
- 2010 : Volume 7
- 2011 : Ao Vivo em Salvador
- 2015 : Pool Party do Aviões
- 2016 : Aviões Fantasy
- 2017 : Voando Alto
- 2017 : Xperience na Praia